# Indompeling (wiskunde)

De Klein-fles, ingedompeld in de 3-ruimte.

In de wiskunde is een indompeling een differentieerbare afbeelding tussen differentieerbare variëteiten waarvan de afgeleide overal injectief is. Expliciet is f : M → N een indompeling als 
{\displaystyle D_{p}f:T_{p}M\to T_{f(p)}N\,}
een injectieve afbeelding is op elk punt p van M (waar de notatie {\displaystyle T_{p}X} de raakruimte vertegenwoordigt van {\displaystyle X} op het punt {\displaystyle p}). Op equivalente wijze is f een indompeling als deze functie een constante  rang heeft die gelijk is aan de dimensie van M: 
{\displaystyle \operatorname {rang} \,f=\dim M.}
De afbeelding f zelf hoeft niet injectief te zijn, de afgeleide echter wel.